# Карасуський сільський округ (Жамбильський район, Алматинська область)
Карасу́ський сільський округ (каз. Қарасу ауылдық округі, рос. Карасуский сельский округ) — адміністративна одиниця у складі Жамбильського району Алматинської області Казахстану. Адміністративний центр — село Сарибай-бі.
Населення — 12616 осіб (2021; 3967 у 2009, 2876 у 1999, 2446 у 1989).
Станом на 1989 рік існувала Карасуська сільська рада (села Єнбекшиарал, Інтимак, Кайназар, Карасу, Кизилсок, Куйбишево, Садове). Пізніше село Інтимак було передане до складу Узинагаського сільського округу, село Садове — до складу Фабричного сільського округу.

## Склад
До складу округу входять такі населені пункти:
| Населений пункт   | Стара назва | Населення, осіб (1989) | Населення, осіб (1999) | Населення, осіб (2009) | Населення, осіб (2021) |
| ----------------- | ----------- | ---------------------- | ---------------------- | ---------------------- | ---------------------- |
| Єнбекшиарал, село | -           | 497                    | 532                    | 599                    | 1490                   |
| Кайназар, село    | -           | 70                     | 569                    | 1241                   | 7303                   |
| Карасай, село     | Куйбишево   | 166                    | 190                    | 285                    | 384                    |
| Кизилсок, село    | -           | 192                    | 141                    | 194                    | 180                    |
| Сарибай-бі, село  | Карасу      | 1521                   | 1444                   | 1648                   | 3259                   |